# Републикански път II-73
Републикански път II-73 е второкласен път, част от Републиканската пътна мрежа на България, преминаващ по територията на области Шумен и Бургас. Дължината му е 89,9 km.
Пътят се отклонява наляво при 121,9 km на Републикански път I-7 югоизточно от град Шумен и се насочва на юг през Шуменското поле. Преминава през село Радко Димитриево, пресича река Голяма Камчия и навлиза в Смядовското поле. След като премине източно от град Смядово навлиза във Веселиновския пролом на Брестова река (десен приток на Голяма Камчия), при село Веселиново излиза от пролома и достига източната част на Ришката котловина. Тук пътят завива на запад, а след около 8 km отново се насочва на юг и започва изкачване по северния склон на Върбишка планина (част от Източна Стара планина). Чрез ниския (410 м н.в.) Ришки проход преодолява планината и навлиза в Бургаска област.
Тук Републикански път II-73 слиза по южния склон на планината, пресича река Луда Камчия, преминава през нисък вододел и достига до село Прилеп. След това минава през ниския Карнобатски проход (310 м н.в.), при село Лозарево навлиза в Карнобатското поле, минава през село Вълчин, завива на югоизток и в източната част на град Карнобат се свързва с Републикански път I-6 при неговия 460,9 km.
По протежението на пътя вляво и вдясно от него се отделят 6 броя третокласни пътища, в т.ч. 1 брой с трицифрен номер и 5 броя с четирицифрени номера:
Третокласни пътища с трицифрени номера:
- при 8,3 km, в село Радко Димитриево — наляво Републикански път III-731 (40,4 km) до 21,6 km на Републикански път III-208;

Третокласни пътища с трицифрени номера:
- при 11,5 km, северозападно от село Ивански — наляво Републикански път III-7301 (31,2 km) през селата Ивански, Кълново, Янково, Желъд, Арковна и Партизани до 44,1 km на Републикански път III-208;
- при 22,8 km, югоизточно от град Смядово — надясно Републикански път III-7302 (25,2 km) през град Смядово и селата Златар и Драгоево до град Велики Преслав при 138,5 km на Републикански път I-7;
- при 39,5 km, източно от село Риш — надясно Републикански път III-7304 (28,8 km) през селата Риш, Тушовица, Бяла река и Нова Бяла река до град Върбица, при 176,8 km на Републикански път I-7;
- при 50,8 km, северно от моста над река Луда Камчия — наляво Републикански път III-7305 (27,3 km) през селата Камчия, Съединение, Люляково и Череша до 82,2 km на Републикански път III-208;
- при 72,2 km, в село Лозарево — надясно Републикански път III-7306 (22,6 km) през село Черница, град Сунгурларе и селата Славянци, Чубра и Пъдарево до 230,4 km на Републикански път I-7.

| Пътища, отклоняващи се надясно (населено място, № на пътя, посока на пътя) | Км   | Пътища, отклоняващи се наляво (посока на пътя, № на пътя, населено място) |
| -------------------------------------------------------------------------- | ---- | ------------------------------------------------------------------------- |
| Община Шумен, Област Шумен I-7, 121,9 km ←                                 | 0,0  | ← 121,9 km, I-7, Област Шумен Община Шумен                                |
|                                                                            | 4    | → общински път (за с. Дибич)                                              |
| с. Радко Димитриево                                                        | 8,3  | → с. Радко Димитриево, 0,0 km, III-731 (до 21,6 km на III-208)            |
| (за с. Салманово) общински път, с. Радко Димитриево ←                      | 8,9  | с. Радко Димитриево                                                       |
|                                                                            | 11,5 | → 0,0 km, III-7301 (до 44,1 km на III-208)                                |
|                                                                            | 13,4 | → общински път (за с. Ивански)                                            |
| Община Смядово                                                             | 15,7 | Община Смядово                                                            |
|                                                                            | 19,8 | → общински път (за с. Кълново)                                            |
| (до гр. Велики Преслав) III-7302, 0,0 km ←                                 | 22,8 |                                                                           |
| с. Веселиново                                                              | 32   | с. Веселиново                                                             |
| (за с. Александрово) общински път ←                                        | 36   |                                                                           |
| (до гр. Върбица) III-7304, 0,0 km ←                                        | 39,5 |                                                                           |
| Община Сунгурларе, Област Бургас, Ришки проход                             | 44,7 | Ришки проход, Област Бургас, Община Сунгурларе                            |
|                                                                            | 50,8 | → 0,0 km, III-7305 (до 82,2 km на III-208)                                |
| с. Прилеп                                                                  | 60   | → с. Прилеп, общински път (за с. Ведрово)                                 |
| (за с. Подвис) общински път ←                                              | 66,9 |                                                                           |
| (до 230,4 km на I-7) III-7306, 0,0 km, с. Лозарево ←                       | 72,2 | → с. Лозарево, общински път (за с. Климаш)                                |
| (от с. Бероново) III-705, 25,7 km, с. Вълчин →                             | 77,2 | с. Вълчин                                                                 |
| Община Карнобат                                                            | 78,4 | Община Карнобат                                                           |
|                                                                            | 81,6 | → общински път (за с. Невестино)                                          |
|                                                                            | 84,6 | → общински път (за с. Сигмен)                                             |
| (от ГКПП Гюешево) I-6, 460,9 km, гр. Карнобат →                            | 89,9 | → гр. Карнобат, 460,9 km, I-6 (до гр. Бургас)                             |